# احتلال ليما
احتلال الجيش التشيلي لليما في 1881-1883، حدث في مرحلة الحملة البرية في حرب المحيط الهادئ (1879-1883).
دافعت عن ليما فلول الجيش البيروفي وحشود المدنيين في خطوط سان خوان وميرافلوريس. مع تقدم الجيش الغازي، احتُلت بلدتي كوريلس وبارانكو في 13 يناير من نفس العام بينما سُيطرَ على مدينة ميرافلوريس في 16 يناير، بعد معركة ميرافلوريس؛ ومن ثم على مدينة ليما وبقيت كذلك من 17 يناير 1881 حتى 23 أكتوبر 1883، عندما استعاد ميغيل إغليسياس السيطرة على الحكومة البيروفية.

## الخلفية
كانت القوات التشيلية قد احتلت ليما قبل عقود من حرب المحيط الهادئ من يناير إلى أكتوبر 1839. نُفّذ الاحتلال بقيادة مانويل بولنس لتحقيق الاستقرار في النظام الجديد الذي ظهر في بيرو بعد حل اتحاد بيرو-بوليفيا.
في يناير 1881، سيطرت تشيلي على البحر على طول سواحل بيرو، وكذلك مقاطعات تاكنا وأريكا وتاراباكا. نزلت القوات التشيلية في مدينتي بيسكو وتشيلكا في بيرو، الواقعتين جنوب ليما. كان الجنرال مانويل باكيدانو يسيطر على جيش تشيلي خلال حملة ليما.

كان من المقرر أن يدافع عن ليما في البداية ما تبقى من جيش بيرو وعدد كبير من المدنيين في خط سان خوان تشوريلس. روى المهندس الأمريكي بول بويتون:
كانت القوات من السكان الأصليين الذين جُنّدوا في سلاسل الجبال وأجبروا على القتال، ولم ير المئات منهم من قبل مدينة.
من ناحية أخرى، دافع عن خط ميرافلوريس الاستراتيجي قوات من المدنيين. ومع ذلك، رأى الجيش التشيلي نفسه ناجحًا في معارك سان خوان وتشوريلس وميرافلوريس، حيث دمر البلدات، وسمح باحتلال سهل للعاصمة البيروفية.
مع بقاء القليل من الحكومة المركزية البيروفية الفعالة، تابعت تشيلي حملة طموحة في جميع أنحاء بيرو، خاصة على طول الساحل وفي المرتفعات الوسطى، متوغلة في أقصى الشمال مثل كاخاماركا، سعيًا إلى القضاء على أي مصدر للمقاومة ضد سلطة الاحتلال الجديدة.

### التعاون الصيني التشيلي
مع تقدم الحرب لصالح تشيلي، حرر الجيش التشيلي الآلاف من الحراس الصينيين الذين وافقوا على القدوم للعمل في المزارع البيروفية، هاربين من الظروف القاسية في وطنهم والسعي إلى مستقبل أفضل في بيرو.

عمل الصينيون المحررون كمساعدين للجيش التشيلي، بل وشكلوا فوجًا تحت قيادة باتريسيو لينش، الذي أطلق عليه الصينيون اسم الأمير الأحمر منذ تحدثه باللغة الكانتونية، وهو الأمر الذي تعلمه خلال حملاته في الصين كضابط في البحرية البريطانية، وكان الصينيون يميلون إلى الثقة برجل يمكنه التحدث معهم بلغتهم الأم والذي شعروا بوجود صلة معه.
رأى العديد من الصينيين في الجيش التشيلي على أنه محرر، في قرار مثير للجدل للغاية اعتبرهم فيه كثير من مواطنيهم في بيرو خونة؛ في باكاسمايو، نهب 600 إلى 800 عامل قسري صيني مزارع السكر وتكرر هذا المشهد في وديان تشيكاما ولامبايك وكانيتي. قاتل الصينيون أيضًا جنبًا إلى جنب مع التشيليين في معارك سان خوان-تشوريلوس وميرافلوريس، وكانت هناك أيضًا أعمال شغب ونهب من قبل العمال غير الصينيين في المدن الساحلية. كما لاحظ هيراكليو بونيلا؛ سرعان ما خشي القلة من الاشتباكات الشعبية أكثر من التشيليين، وكان هذا سببًا مهمًا لقيامهم برفع دعوى من أجل السلام.
بسبب الدعم الصيني لشيلي طوال حرب المحيط الهادئ، أصبحت العلاقات بين البيروفيين والصينيين أكثر توترًا في أعقاب ذلك. بعد الحرب، قام الفلاحون الأصليون المسلحون بنهب واحتلال مزارع من متعاونين النخبة الكريولو في وسط سييرا - وكان معظمهم من أصل صيني، بينما قتل البيروفيون الأصليون والمستيزو أصحاب المتاجر الصينيين في ليما؛ ردًا على أصدقاء الصينيين تمردوا وانضموا إلى الجيش التشيلي.

### هدنة سان خوان
في 14 كانون الثاني، أرسل وزير الحرب التشيلي خوسيه فرانسيسكو فيرغارا سكرتيرته إيزيدورو إيرازوريز بصحبة العقيد ميغيل إغليسياس، الذي قُبض عليه من قبل باكيدانو، للتحدث مع بيرولا لتجنب المزيد من إراقة الدماء. من أجل الهدنة، طُلب من سفن كالاو ونزع سلاح الحصون. لاحقًا أمر باكيدانو بالتحضير لاستمرار المعركة لليوم الخامس عشر.
ومع ذلك، تبع محاولة فيرجارا عن كثب من قبل السلك الدبلوماسي في ليما، الذي كان عميده بالأقدمية قنصل الأرجنتين وبوليفيا، خورخي تيزانوس بينتو إي سانشيز دي بوستامانتي (1821-1897). تحدث الدبلوماسيون أولًا مع ممثلي بيرو ثم طلبوا موعدًا مع باكيدانو، الذي وافق على الاجتماع في اليوم التالي. لم تنجح المفاوضات، حيث فتحت القوات البيروفية النار على القوات التشيلية بعد سوء فهم تقدمها لاستطلاع القوات بين الطرفين كهجوم، واستئناف القتال.

## الاستعدادات للاحتلال

### إغراق الأسطول البيروفي
بعد المعارك أمر وزير البحرية بتدمير سفن الفرقة البيروفية. كان محافظ وقائد السفن لويس جيرمان أستيتي والقائد مانويل فيلافيسينسيو مسؤولين عن هذه المهمة. السفن البيروفية، من بينها السفينة الحربية، أُضرمت النار فيها وأُغرقت من قبل البيروفيين أنفسهم لمنعهم من الوقوع في أيدي التشيليين.

### التدخل الأجنبي
قبل احتلال ليما، كانت هناك حرائق ونهب من قبل جنود تشيليين مخمورين في مدن تشوريلوس وبارانكو وميرافلوريس، بل وحتى عمليات قتل فيما بينهم؛ كما نقله كل من المؤرخين البيروفيين مثل خورخي باسادري والمؤرخين التشيليين.
أسفرت تقارير التدمير والنهب التشيليين عن اجتماع بين القوى المحايدة، التي تشعر بالقلق إزاء حماية الأفراد المحايدين، ووقعت قرارًا يسمى مذكرة تاليناي، وخلصت إلى أن مثل هذه الأحداث لن يُسمح بها في ليما. لو دمر الجيش التشيلي ونهب المدينة كما فعل في بارانكو وتشوريلوس وميرافلوريس، لكانت سلطات المراقبة قد استخدمت قوتها العسكرية في شكل قصف للمدينة ضد جيش الاحتلال. في الاجتماعات التي عُقدت في الثكنات التشيلية في ميرافلوريس لتنفيذ الاحتلال العسكري للعاصمة البيروفية، التقى الجنرال مانويل باكيدانو بممثلين عن السلك الدبلوماسي ومع الأدميرال بيرغاسي دو بيتي ثوار وجي إم ستيرلنغ.

## المقاومة
استمرت المقاومة البيروفية لمدة ثلاث سنوات أخرى. كان قائد المقاومة هو الجنرال أندريس كاسيريس، الذي انتُخب لاحقًا رئيسًا لبيرو. تحت قيادته، تصاعدت قوات الميليشيا البيروفية مع الهندية وجهت العديد من الضربات المؤلمة إلى الجيش التشيلي في معارك صغيرة، ما أجبر فرقة الكولونيل على العودة إلى ليما في عام 1882. ومع ذلك، هزن كاسيريس الكولونيل أليخاندرو جوروستياجا في هواماتشوكو في 10 يوليو 1883. بعد هذه المعركة، كانت المقاومة قليلة. أخيرًا، في 20 أكتوبر 1883، وقعت بيرو وشيلي معاهدة أنكون، التي بموجبها تنازلوا عن مقاطعة تاراباكا البيروفية إلى المنتصر؛ من جانبها، اضطرت بوليفيا للتنازل عن أنتوفاجاستا.

### التأثير في تشيلي
بعد احتلال ليما، حولت تشيلي جزءًا من جهودها الحربية لسحق مقاومة مابوتشي في الجنوب. دخلت القوات التشيلية القادمة من بيرو أراوكانيا حيث هزمت في عام 1881 انتفاضة مابوتشي الكبرى الأخيرة.
بينما استفادت الأرجنتين من نزاع تشيلي للدفع باتجاه حدود مواتية في باتاغونيا، وافقت الدبلوماسية التشيلية فقط على توقيع معاهدة الحدود لعام 1881 بعد أن أظهر الانتصار في ليما أن شيلي في موقع قوة. وهكذا، فإن الخطط الأرجنتينية للتفاوض مع تشيلي الضعيفة والمضطربة قد تتغاضى عنها جزئيًا مع عرض تشيلي للقوة العسكرية في بيرو.